# Song Tao
Song Tao (宋涛S, Sòng TāoP; Jimo, 6 novembre 1965) è un ex cestista cinese.
È il marito di Peng Ping.

## Carriera
È stato selezionato dagli Atlanta Hawks al terzo giro del Draft NBA 1987 (67ª scelta assoluta).
Ha partecipato al mondiale 1986, segnando 60 punti in 6 partite.